# イ・ワン
イ・ワン（李 莞、이완、1984年1月3日 - ）は、韓国の男性俳優。本名はキム・ヒョンス（金 亨洙、김형수）。慶尚南道蔚山市(現･蔚山広域市)出身。身長176cm、体重68kg、血液型O型。
国民大学校スポーツ産業大学院スポーツ経営学科在学中。所属事務所はロゴスフィルム。

## 来歴・人物
- 2003年 天国の階段 のハン・テファの子供時代役でデビュー。
- 2007年 日本公式FC "Seraph Japan" 設立。（2009年閉鎖）
- 2010年 日本公式FC "イワン・ジャパンオフィシャルファンクラブ" 設立。
- 2010年7月12日 兵役に就く事が決定。

- 趣味・特技は、運動とパソコン。
- 天国の階段でハン・ユリを演じたキム・テヒは実姉。
- 受賞歴は、2004年SBS演技大賞、2004年KBS演技大賞。
- 2019年、日本ツアーにも参戦していた有名女子プロゴルファーのイ・ボミと結婚した。

## 出演作品

### テレビドラマ
- 天国の階段 - ハン・テファ（少年期）役 （SBS 2003年）
- 白雪姫 - ハン・ソヌ 役 （SBS 2004年）
- 新・若草物語 - チャ・イルト役 （SBS 2004年）
- サマービーチ～海辺へ行こう - チャン・テプン （SBS 2005年）
- 天国の樹 - ユンソ役 （SBS 2006年）
- マグノリアノ花の下で - ジニョン役 （日本 2007年）
- インスンはきれいだ - チャン・グンス役 （KBS 2007年）
- ラブストーリーインソウル （中国 2008年）
- 太陽を飲み込め - チャン・テヒョク役 （SBS 2009年）

### 映画
- ベロニカは死ぬことにした - クロード役 （日本 2006年）
- 少年は泣かない - チョンドゥ役 （韓国 2008年）
- ガチョウの夢 - チョンウ役 （中国 2008年）

### ミュージック・ビデオ
- Vive 「写真をみたら」 （2004年）
- Vintage Blue 「愛は愛が…」 （2005年）
- Podition 「君がこの世にいるだけで」（2005年）
- Tei 「同じ枕」 （2007年）
- Tei 「涙に沈む」 （2007年）

### CM
- CASS Boogie car編 （2004年）
- CRENCIA （2004年）
- サンキスト フレッシュソーダ編
- ピザハット リッチゴールデンホット＆スイーツ編 （2004年）
- ハナポス （2005年）
- LG CYON アカペルラポン （2006年）
- pair Baguette クリスマス編 （2008年）
- 大韓航空 ロードトリップUSA 3部 （2008年）